# Алки Ларнака
Алки Ларнака (на гръцки: Αλκή Λάρνακα) е кипърски футболен клуб от крайморския град Ларнака. Основан е през 1948 г., a цветовете на отбора са син и червен.

## История
Алки достига до финал за купата на страната 5 пъти, но никога не я печели. 1979 г. е най-добрата в историята на отбора. Той завършва на 3-то място в първенството и играе финал за купата на страната, загубен от АПОЕЛ, които стават и шампиони. Алки участва в турнира за Купата на УЕФА, но отпада още в първия кръг от Динамо (Букурещ). През 2013 г. тима изпада в тежка финансова криза, като не успява да си заплати дълговете и дори съдийските такси за домакинските си мачове, заради което е санкциониран от кипърската футболна федерация и УЕФА с изваждане на точки. Приключва сезона в първа дивизия с антирекордните –39 точки и след края му е разформирован.

## Успехи
- Кипърска втора дивизия: 4

1960, 1982, 2001, 2010

## Участия в европейските клубни турнири
Купа на УЕФА:
| Сезон     | Кръг       | Страна | Отбор            | Домакин | Гост  | Общ резултат |
| --------- | ---------- | ------ | ---------------- | ------- | ----- | ------------ |
| 1979 – 80 | първи кръг |        | Динамо (Букурещ) | 0 – 9   | 0 – 3 | 0 – 12       |

## Известни бивши футболисти
- Драган Исайлович

## Български футболисти
- Красимир Манолов: 1985/88 - (47 мача - 16 гола)
- Ясен Петров: 1985/88 - (47 мача - 16 гола)
- Борис Хвойнев: 1997
- Костадин Башов: 2009/12 - (70 мача - 19 гола)

## Известни бивши треньори
- Ангел Колев
- Красимир Манолов (1985 – 1988)
- Спас Джевизов (2001)
- Ицхак Шум (2010 – 2011)
- Костас Каяфас (2011 – 2012, 2013 – 2014)